# ۴۶۹ (میلادی)
۴۶۹ (میلادی) چهارصد و شصت و نهمین سال تقویم میلادی است.

## درگذشتگان
‎